# Attila Fiola
Attila Fiola (ur. 17 lutego 1990 w Szekszárdzie) – węgierski piłkarz grający na pozycji prawego obrońcy. Od 2016 r. zawodnik Fehérváru FC.

## Kariera klubowa
Swoją karierę piłkarską rozpoczął w 2002 r. w drużynie juniorskiej Paksi FC. Na początku 2009 r. znalazł się w kadrze pierwszego zespołu tego klubu. W jego barwach oraz w pierwszej lidze węgierskiej zadebiutował 18 kwietnia 2009 w zremisowanym 1:1 domowym meczu z Zalaegerszegi TE. W sezonie 2010/2011 stał się podstawowym zawodnikiem drużyny, z którą wywalczył wicemistrzostwo kraju oraz zdobył Puchar Ligi. W Paksi, w którym rozegrał 135 ligowych meczów, zdobywając 1 bramkę, grał do końca 2014 r.
Na początku 2015 r. przeszedł do Puskás Akadémii, w której debiut zaliczył 28 lutego 2015 w przegranym 0:1 domowym meczu z Debreceni VSC. Na koniec sezonu 2015/2016 spadł z zespołem do drugiej ligi.
Latem 2016 r. przeszedł do Fehérváru FC. Swój debiut w nim zaliczył 17 września 2016 w wygranym 4:3 wyjazdowym meczu z Újpestem.
| Sezon   | Klub               | Kraj  | Rozgrywki | Mecze | Bramki |
| ------- | ------------------ | ----- | --------- | ----- | ------ |
| 2008/09 | Paksi FC           | Węgry | NB I      | 3     | 0      |
| 2009/10 | Paksi FC           | Węgry | NB I      | 14    | 0      |
| 2010/11 | Paksi FC           | Węgry | NB I      | 27    | 0      |
| 2011/12 | Paksi FC           | Węgry | NB I      | 26    | 0      |
| 2012/13 | Paksi FC           | Węgry | NB I      | 26    | 0      |
| 2013/14 | Paksi FC           | Węgry | NB I      | 26    | 0      |
| 2014/15 | Paksi FC           | Węgry | NB I      | 13    | 1      |
| 2014/15 | Puskás Akadémia FC | Węgry | NB I      | 13    | 0      |
| 2015/16 | Puskás Akadémia FC | Węgry | NB I      | 25    | 1      |
| 2016/17 | Videoton FC        | Węgry | NB I      |       |        |

## Kariera reprezentacyjna
W latach 2010–2012 występował w reprezentacji Węgier U-21. W kadrze seniorskiej zadebiutował 18 listopada 2014 w Budapeszcie, w przegranym 1:2 towarzyskim meczu z Rosją.
31 maja 2016 r. został wybrany do 23-osobowej kadry na Mistrzostwa Europy we Francji. 14 czerwca 2016 na Nouveau Stade de Bordeaux w Bordeaux wystąpił w pierwszym meczu grupowym przeciwko Austrii, wygranym 2:0.
1 czerwca 2021 znalazł się w 26-osobowym składzie na Euro 2020. 19 czerwca 2021, w drugim meczu fazy grupowej tego turnieju, strzelił bramkę Francji na 1:0.